# Montréal-Est
Pronunciação
Montréal-Est é uma cidade localizada na província de Quebec no Canadá.